# UEFA Women's Champions League 2011-2012 (fase a eliminazione diretta)
Questa voce raccoglie un approfondimento sulle gare della fase a eliminazione diretta dell'edizione 2011-2012 della UEFA Women's Champions League.

## Sedicesimi di finale
| Squadra 1               | Totale | Squadra 2            | Andata | Ritorno |
| ----------------------- | ------ | -------------------- | ------ | ------- |
| U Olimpia Cluj          | 0–12   | Olympique Lione      | 0–9    | 0–3     |
| Peamount United         | 0–5    | Paris Saint-Germain  | 0–2    | 0–3     |
| CSHVSM Kairat           | 2–6    | Neulengbach          | 2–1    | 0–5     |
| Apollōn Lemesou         | 3–4    | Sparta Praga         | 2–2    | 1–2     |
| PK-35 Vantaa            | 1–7    | Rayo Vallecano       | 1–4    | 0–3     |
| Graphistudio Tavagnacco | 2–6    | LdB Malmö            | 2–1    | 0–5     |
| Osijek                  | 0–11   | Kopparbergs/Göteborg | 0–4    | 0–7     |
| Glasgow City            | 4–1    | Valur                | 1–1    | 3–0     |
| Young Boys              | 1–5    | Fortuna Hjørring     | 0–3    | 1–2     |
| Þór/KA                  | 2–14   | Turbine Potsdam      | 0–6    | 2–8     |
| ASA Tel Aviv            | 2–5    | Torres               | 0–2    | 2–3     |
| Twente                  | 0–3    | Rossijanka           | 0–2    | 0–1     |
| Bristol Academy         | 3–5    | Ėnergija Voronež     | 1–1    | 2–4     |
| Babrujčanka             | 0–10   | Arsenal              | 0–4    | 0–6     |
| Standard Liegi          | 4–5    | Brøndby              | 0–2    | 4–3     |
| Stabæk                  | 2–4    | 1. FFC Francoforte   | 1–0    | 1–4     |

### Andata
| Arbitro: | Bibiana Steinhaus |

|  |           |                          |
|  | Marcatori | 8’ Munk 43’ Christiansen |

| Arbitro: | Jana Adámková |

|  |           |                        |
|  | Marcatori | 49’ Maendly 69’ Panico |

| Arbitro: | Gordana Kuzmanović |

|                         |           |              |
| Aniskovtseva 41’, 90+2’ | Marcatori | 45+1’ Burger |

| Arbitro: | Knarik Grigoryan |

|  |           | |
|  | Marcatori | 12’ Schelin 17’ (rig.), 22’, 24’ Le Sommer 32’ Bompastor 38’ Renard 39’ Thomis 44’ Cruz Traña 85’ Majri |

| Arbitro: | Christina Pedersen |

|                     |           |                                     |
| Kostova 16’ Rus 64’ | Marcatori | 10’ L. Martínková 90+2’ Danihelková |

| Arbitro: | Kateryna Monzul' |

|             |           |                                             |
| Seppälä 80’ | Marcatori | 25’ Keka 42’ Jennifer 67’ Natalia 85’ Saray |

| Arbitro: | Anja Kunick |

|  |           |                                        |
|  | Marcatori | 13’, 71’ Sembrant 20’ Liljegärd 62’ Ek |

| Arbitro: | Katalin Kulcsár |

|  |           |                                                                      |
|  | Marcatori | 11’ (aut.) Ásgrímsdóttir 13’, 50’, 57’ Nagasato 74’ Peter 76’ Añonma |

| Arbitro: | Carina Vitulano |

|  |           |                               |
|  | Marcatori | 85’ Cristiane 90+5’ Jacobsson |

| Arbitro: | Teodora Albon |

|               |           |  |
| Dekkerhus 54’ | Marcatori |  |

| Arbitro: | Natalia Avdonchenko |

|  |           |                                             |
|  | Marcatori | 11’ Khamis 58’ (rig.) Petersen 90+2’ Jensen |

| Arbitro: | Ausra Kance |

|  |           |                                |
|  | Marcatori | 72’ Coton-Pélagie 90+3’ Thomas |

| Arbitro: | Pernilla Larsson |

|  |           |                                                   |
|  | Marcatori | 9’ White 64’ Nobbs 76’ Beattie 88’ (rig.) Chapman |

| Arbitro: | Floarea Ionescu |

|              |           |                  |
| Fishlock 76’ | Marcatori | 84’ (rig.) Conti |

| Arbitro: | Sandra Braz Bastos |

|           |           |                 |
| Evans 16’ | Marcatori | 59’ Ólafsdóttir |

| Arbitro: | Christine Baitinger |

|                           |           |             |
| Riboldi 32’ Camporese 44’ | Marcatori | 89’ Fischer |

### Ritorno
| Arbitro: | Esther Azzopardi |

|                                         |           |                    |
| Ravitz 29’ (aut.) Panico 51’ Maglia 70’ | Marcatori | 12’ Jan 45’ Shenar |

| Arbitro: | Jenny Palmqvist |

|                                                        |           |           |
| Bartusiak 6’ Smisek 37’ Landström 77’ Crnogorčević 90’ | Marcatori | 80’ Moore |

| Arbitro: | Karolina Radzik-Johan |

|                                        |           |  |
| Coton-Pélagie 49’ Debonne 66’ Dali 85’ | Marcatori |  |

| Arbitro: | Séverine Zinck |

|                                                        |           |  |
| Carter 13’, 30’ Chapman 41’ Beattie 57’, 60’ Nobbs 65’ | Marcatori |  |

| Arbitro: | Esther Staubli |

|                                       |           |                             |
| Mašina 14’, 31’ Boquete 70’ Conti 87’ | Marcatori | 28’ Heatherson 90+4’ Curson |

| Arbitro: | Anastasija Pustovojtova |

|                       |           |            |
| L. Martínková 3’, 40’ | Marcatori | 7’ Solomou |

| Arbitro: | Rhona Daly |

|                          |           |              |
| Carroll 86’ Pedersen 88’ | Marcatori | 34’ L. Wälti |

| Arbitro: | Petra Chudá |

|                              |           |  |
| Abily 15’, 82’ Le Sommer 51’ | Marcatori |  |

| Arbitro: | Efthalia Mitsi |

| |           |                                |
| I. Kerschowski 2’, 90+1’ Mittag 8’, 20’ Hanebeck 18’ Zietz 55’ (rig.) Göransson 56’ Hardardóttir 78’ (aut.) | Marcatori | 34’ Ásgrímsdóttir 75’ Caldwell |

| Arbitro: | Sofia Karagiorgi |

|                                                     |           |  |
| Gstöttner 33’, 82’ Tasch 47’ Entner 66’ Giovana 88’ | Marcatori |  |

| Arbitro: | Kirsi Heikkinen |

|               |           |  |
| Cristiane 87’ | Marcatori |  |

| Arbitro: | Gyöngyi Gaál |

|  |           |                                       |
|  | Marcatori | 11’ (aut.) Gísladóttir 60’, 62’ Evans |

| Arbitro: | Cristina Dorcioman |

|                              |           |                                           |
| Munk 9’, 45’ Rydahl Bukh 39’ | Marcatori | 44’, 47’ Zeler 66’ Demoustier 79’ Martens |

| Arbitro: | Silvia Tea Spinelli |

|                                |           |  |
| Natalia 28’ Jade 64’ Chini 89’ | Marcatori |  |

| Arbitro: | Alexandra Ihringova |

|                                                       |           |  |
| Gunnarsdóttir 13’, 67’ Melis 21’, 81’ Wilhelmsson 62’ | Marcatori |  |

| Arbitro: | Simona Ghisletta |

|                                                                            |           |  |
| Lindén 21’, 51’ Ahlstrand 31’ Törnqvist 55’, 87’ Almgren 71’ Dahlkvist 77’ | Marcatori |  |

## Ottavi di finale
| Squadra 1          | Totale | Squadra 2            | Andata | Ritorno |
| ------------------ | ------ | -------------------- | ------ | ------- |
| 1. FFC Francoforte | 4–2    | Paris Saint-Germain  | 3–0    | 1–2     |
| Sparta Praga       | 0–12   | Olympique Lione      | 0–6    | 0–6     |
| Neulengbach        | 1–4    | LdB Malmö            | 1–3    | 0–1     |
| Fortuna Hjørring   | 2–4    | Kopparbergs/Göteborg | 0–1    | 2–3     |
| Ėnergija Voronež   | 3–7    | Rossijanka           | 0–4    | 3–3     |
| Rayo Vallecano     | 2–6    | Arsenal              | 1–1    | 1–5     |
| Turbine Potsdam    | 17–0   | Glasgow City         | 10–0   | 7–0     |
| Brøndby            | 5–2    | Torres               | 2–1    | 3–1     |

### Andata
| Arbitro: | Alexandra Ihringova |

|                                          |           |  |
| Bajramaj 9’ Garefrekes 47’ Behringer 55’ | Marcatori |  |

| Arbitro: | Esther Staubli |

| |           |  |
| Añonma 2’, 47’ Schmidt 15’ Mittag 25’, 72’, 75’ Nagasato 51’, 55’ de Ridder 78’ McDonald 81’ (aut.) | Marcatori |  |

| Arbitro: | Teodora Albon |

|               |           |              |
| Munk 41’, 82’ | Marcatori | 42’ Iannella |

| Arbitro: | Kateryna Monzul' |

|               |           |                                 |
| Gstöttner 63’ | Marcatori | 6’, 77’ Gunnarsdóttir 17’ Melis |

| Arbitro: | Silvia Tea Spinelli |

|  |           |               |
|  | Marcatori | 11’ Törnqvist |

| Arbitro: | Katalin Kulcsár |

|  |           |                                                                  |
|  | Marcatori | 21’, 26’ Schelin 56’ Thomis 58’, 85’ (rig.) Le Sommer 75’ Franco |

| Arbitro: | Gyöngyi Gaál |

|  |           |                                   |
|  | Marcatori | 44’, 70’, 81’ Jakobsson 68’ Čorna |

| Arbitro: | Jana Adámková |

|             |           |           |
| Natalia 31’ | Marcatori | 3’ Little |

### Ritorno
| Arbitro: | Efthalia Mitsi |

|                                                       |           |             |
| Ludlow 16’ Little 55’ Yankey 62’ Nobbs 71’ Carter 74’ | Marcatori | 72’ Natalia |

| Arbitro: | Christine Baitinger |

|                                |           |                                            |
| Cristiane 1’, 40’ Morozova 10’ | Marcatori | 36’ Ogbiagbevha 55’ Terechova 68’ Danilova |

| Arbitro: | Esther Azzopardi |

|                                                                |           |  |
| Dickenmann 3’ Abily 46’, 50’ Schelin 58’ Nécib 66’ Georges 86’ | Marcatori |  |

| Arbitro: | Jenny Palmqvist |

|             |           |                            |
| Fuselli 20’ | Marcatori | 27’ Bukh 67’ Munk 79’ Luik |

| Arbitro: | Christina Pedersen |

|                 |           |                 |
| Long 45+1’, 74’ | Marcatori | 2’ Crnogorčević |

| Arbitro: | Bibiana Steinhaus |

|           |           |  |
| Melis 23’ | Marcatori |  |

| Arbitro: | Kirsi Heikkinen |

|                                        |           |                      |
| Almgren 2’ Ek 66’ (rig.) Stensland 74’ | Marcatori | 79’ Khamis 88’ Woods |

| Arbitro: | Cristina Dorcioman |

|  |           |                                                                           |
|  | Marcatori | 5’, 41’ de Ridder 10’, 62’ Mittag 20’ Demann 74’ Draws 89’ I. Kerschowski |

## Quarti di finale
Il sorteggio per gli accoppiamenti si è tenuto il 17 novembre 2011. Le gare si sono giocate tra il 14-15 marzo 2012 e tra il 21-22 marzo 2012.
| Squadra 1       | Totale | Squadra 2            | Andata | Ritorno |
| --------------- | ------ | -------------------- | ------ | ------- |
| LdB Malmö       | 1–3    | 1. FFC Francoforte   | 1–0    | 0–3     |
| Olympique Lione | 8–0    | Brøndby              | 4–0    | 4–0     |
| Turbine Potsdam | 5–0    | Rossijanka           | 2–0    | 3–0     |
| Arsenal         | 3–2    | Kopparbergs/Göteborg | 3–1    | 0–1     |

### Andata
| Arbitro: | Teodora Albon |

|                                       |           |        |
| Nobbs 25’ Little 75’ (rig.) White 82’ | Marcatori | 10’ Ek |

| Arbitro: | Silvia Tea Spinelli |

|                               |           |  |
| Hanebeck 24’ Peter 44’ (rig.) | Marcatori |  |

| Arbitro: | Christine Baitinger |

|                                                 |           |  |
| Abily 8’ Bompastor 34’ Dickenmann 64’ Nécib 71’ | Marcatori |  |

| Arbitro: | Cristina Dorcioman |

|                   |           |  |
| Gunnarsdóttir 25’ | Marcatori |  |

### Ritorno
| Arbitro: | Esther Staubli |

|                                      |           |  |
| Garefrekes 66’, 90+1’ Chojnowski 89’ | Marcatori |  |

| Arbitro: | Efthalia Mitsi |

|  |           |                                         |
|  | Marcatori | 10’ Abily 42’ Thomis 56’, 82’ Le Sommer |

| Arbitro: | Bibiana Steinhaus |

|               |           |  |
| Törnqvist 90’ | Marcatori |  |

| Arbitro: | Jenny Palmqvist |

|  |           |                                      |
|  | Marcatori | 40’ (aut.) Čorna 45+1’, 77’ Nagasato |

## Semifinali
| Squadra 1       | Totale | Squadra 2          | Andata | Ritorno |
| --------------- | ------ | ------------------ | ------ | ------- |
| Olympique Lione | 5–1    | Turbine Potsdam    | 5–1    | 0–0     |
| Arsenal         | 1–4    | 1. FFC Francoforte | 1–2    | 0–2     |

### Andata
| Arbitro: | Silvia Tea Spinelli |

|           |           |                                   |
| Grant 69’ | Marcatori | 64’ Crnogorčević 90+3’ Garefrekes |

| Arbitro: | Teodora Albon |

|                                                    |           |             |
| Henry 6’ Abily 20’, 61’ Schelin 21’ Dickenmann 55’ | Marcatori | 89’ Schmidt |

### Ritorno
| Arbitro: | Kirsi Heikkinen |

|                            |           |  |
| Marozsán 60’ Landström 85’ | Marcatori |  |

| Potsdam 21 aprile 2013, ore 16:30 UTC+2 | Turbine Potsdam    | 0 – 0 referto | Olympique Lione | Karl-Liebknecht-Stadion (3 870 spett.)\| Arbitro: \| Christina Pedersen \| |
| Arbitro:                                | Christina Pedersen |               |                 |                                                                            |

### Finale
| Arbitro: | Palmqvist |

|                                |           |  |
| Le Sommer 15’ (rig.) Abily 28’ | Marcatori |  |

| Olympique Lione | 1. FFC Francoforte |

| LIONE:       |    |                     |     |     |
|              |    |                     |     |     |
| PO           | 26 | Sarah Bouhaddi      |     |     |
| DI           | 3  | Wendie Renard       |     |     |
| DI           | 18 | Sonia Bompastor (C) |     |     |
| DI           | 20 | Sabrina Viguier     |     |     |
| CE           | 6  | Amandine Henry      | 91’ |     |
| CE           | 9  | Eugénie Le Sommer   |     | 65’ |
| CE           | 10 | Louisa Nécib        |     | 49’ |
| CE           | 11 | Shirley Cruz Traña  |     |     |
| CE           | 23 | Camille Abily       |     |     |
| AT           | 8  | Lotta Schelin       |     | 88’ |
| AT           | 17 | Corine Franco       |     |     |
| Panchina:    |    |                     |     |     |
| PO           | 1  | Céline Deville      |     |     |
| DI           | 5  | Laura Georges       |     |     |
| CE           | 14 | Rosana              |     | 65’ |
| CE           | 15 | Aurélie Kaci        |     |     |
| CE           | 21 | Lara Dickenmann     |     | 49’ |
| CE           | 22 | Ami Ōtaki           |     | 88’ |
| AT           | 4  | Makan Traoré        |     |     |
| Allenatore:  |    |                     |     |     |
| Patrice Lair |    |                     |     |     |

| FRANCOFORTE: |    |                        |  |     |
|              |    |                        |  |     |
| PO           | 26 | Desirée Schumann       |  |     |
| DI           | 2  | Gina Lewandowski       |  |     |
| DI           | 4  | Saki Kumagai           |  |     |
| DI           | 5  | Sara Thunebro          |  |     |
| DI           | 12 | Meike Weber            |  | 61’ |
| DI           | 25 | Saskia Bartusiak       |  |     |
| CE           | 7  | Melanie Behringer      |  |     |
| CE           | 10 | Dzsenifer Marozsán     |  |     |
| CE           | 18 | Kerstin Garefrekes     |  |     |
| AT           | 15 | Svenja Huth            |  | 64’ |
| AT           | 28 | Sandra Smisek (C)      |  | 83’ |
| Panchina:    |    |                        |  |     |
| PO           | 30 | Anne-Kathrine Kremer   |  |     |
| CE           | 20 | Jasmin Herbert         |  |     |
| CE           | 23 | Ria Percival           |  | 61’ |
| AT           | 6  | Silvana Chojnowski     |  |     |
| AT           | 11 | Jessica Landström      |  | 83’ |
| AT           | 21 | Ana-Maria Crnogorčević |  | 64’ |
| Allenatore:  |    |                        |  |     |
| Sven Kahlert |    |                        |  |     |